# Panamerikamesterskabet i håndbold 1998 (mænd)
Panamerikamesterskabet i håndbold 1998 for mænd var det 8. panamerikamesterskab i håndbold for mænd. Turneringen med deltagelse af otte hold blev arrangeret af PATHF, og den blev afviklet i Havana, Cuba i perioden 22. – 29. september 1998.
Mesterskabet blev vundet af de forsvarende mestre fra værtslandet Cuba, som i finalen besejrede Argentina med 31-26. Sejren var cubanernes ottende panamerikatitel for mænd, og dermed havde Cuba vundet samtlige mesterskaber indtil da. Bronzemedaljerne gik til Brasilien, som vandt 27-22 over USA i bronzekampen. De tre medaljevindende hold kvalificerede sig derudover til VM 1999 i Egypten.
For første gang deltog Grønlands håndboldlandshold i et panamerikamesterskab, og holdet sluttede på femtepladsen.

## Slutrunde
Slutrunden skulle have deltagelse af ti hold. De ti hold var blevet fundet ved tre regionale kvalifikationsturneringer:
- Nordamerika (3 hold): USA, Canada og Grønland kvalificerede sig til slutrunden om panamerikamesterskabet.
- Mellemamerika og Caribien (4 hold): Det mellemamerikanske og caribiske mesterskab 1998 afviklet i perioden 16. juli – 24. juli 1998 i Guaynabo, Puerto Rico med deltagelse af syv hold gjaldt som kvalifikation, og de fire bedst placerede hold, Cuba, Colombia, Puerto Rico og Mexico, kvalificerede sig til slutrunden.
- Sydamerika (3 hold): Sydamerikamesterskabet 1998 gjaldt som kvalifikation. Turneringen blev spillet i Buenos Aires, Argentina i perioden 8. – 12. april 1998 med deltagelse af fem hold, og de tre bedst placerede hold, Argentina, Brasilien og Uruguay, kvalificerede sig til slutrunden.

Efterfølgende meldte Puerto Rico afbud til slutrunden, som dermed kun fik deltagelse af ni hold.

### Indledende runde

#### Gruppe A
| Dato  | Tid   | Kamp                 | Res.  | Pause |
| ----- | ----- | -------------------- | ----- | ----- |
| 22.9. | 14:00 | Brasilien - Canada   | 34–15 | 11-90 |
| 22.9. | 20:30 | Cuba – Uruguay       | 54–13 | 23-60 |
| 23.9. | 18:00 | Canada – Colombia    | 28–13 | 7-7   |
| 23.9. | 20:30 | Cuba – Brasilien     | 30–22 | 14-70 |
| 24.9. | 18:00 | Brasilien – Uruguay  | 32–16 | 20-80 |
| 24.9. | 20:30 | Cuba – Colombia      | 45–16 | 23-70 |
| 25.9. | 16:00 | Brasilien – Colombia | 45–24 |       |
| 25.9. | 18:00 | Canada – Uruguay     | 34–23 | 18-13 |
| 26.9. | 14:00 | Colombia – Uruguay   | 33–25 |       |
| 26.9. | 20:30 | Cuba – Canada        | 42–11 | 24-40 |

| Hold      | Kampe | Mål     | Point |
| --------- | ----- | ------- | ----- |
| Cuba      | 4     | 171-062 | 8     |
| Brasilien | 4     | 133-085 | 6     |
| Canada    | 4     | 088-112 | 4     |
| Colombia  | 4     | 086-143 | 2     |
| Uruguay   | 4     | 077-153 | 0     |

#### Gruppe B
| Dato  | Tid   | Kamp                 | Res.  | Pause |
| ----- | ----- | -------------------- | ----- | ----- |
| 22.9. | 18:00 | USA - Mexico         | 28–19 | 11-90 |
| 23.9. | 14:00 | Argentina – USA      | 24–17 | 13-80 |
| 23.9. | 16:00 | Grønland – Mexico    | 29–25 | 13-10 |
| 24.9. | 16:00 | Argentina – Grønland | 24–11 | 13-50 |
| 25.9. | 20:30 | USA – Grønland       | 24–14 |       |
| 26.9. | 18:00 | Argentina – Mexico   | 36–19 |       |

| Hold        | Kampe        | Mål          | Point        |
| ----------- | ------------ | ------------ | ------------ |
| Argentina   | 3            | 84-47        | 6            |
| USA         | 3            | 69-57        | 4            |
| Grønland    | 3            | 54-73        | 2            |
| Mexico      | 3            | 63-93        | 0            |
| Puerto Rico | Meldte afbud | Meldte afbud | Meldte afbud |

### Kvartfinaler, semifinaler, bronzekamp og finale
| Dato         | Tid   | Kamp                  | Res.  | Pause |
| ------------ | ----- | --------------------- | ----- | ----- |
| Kvartfinaler |       |                       |       |       |
| 27.9.        | 15:00 | Brasilien - Grønland  | 40–21 |       |
| 27.9.        | 17:00 | USA - Canada          | 21–20 | 08-12 |
| 27.9.        | 19:00 | Argentina – Colombia  | 32–12 |       |
| 27.9.        | 21:00 | Cuba – Mexico         | 44–13 |       |
| Semifinaler  |       |                       |       |       |
| 28.9.        | 18:00 | Argentina – Brasilien | 20–15 |       |
| 28.9.        | 20:30 | Cuba – USA            | 27–18 |       |
| Bronzekamp   |       |                       |       |       |
| 29.9.        | 18:00 | Brasilien – USA       | 27–22 | 14-12 |
| Finale       |       |                       |       |       |
| 29.9.        | 20:30 | Cuba – Argentina      | 31–26 | 13-12 |

| Samlet rangering | Samlet rangering |
| ---------------- | ---------------- |
| Guld             | Cuba             |
| Sølv             | Argentina        |
| Bronze           | Brasilien        |
| 4.               | USA              |

### Placeringskampe
| Dato               | Tid   | Kamp                | Res.  | Pause |
| ------------------ | ----- | ------------------- | ----- | ----- |
| Semifinaler        |       |                     |       |       |
| 28.9.              | 14:00 | Grønland - Colombia | 31–22 |       |
| 28.9.              | 16:00 | Canada - Mexico     | 32–23 | 12-12 |
| Kamp om 7.-pladsen |       |                     |       |       |
| 29.9.              | 14:00 | Mexico - Colombia   | 28–23 |       |
| Kamp om 5.-pladsen |       |                     |       |       |
| 29.9.              | 16:00 | Grønland - Canada   | 21–20 | 11-11 |

| Samlet rangering | Samlet rangering |
| ---------------- | ---------------- |
| 5.               | Grønland         |
| 6.               | Canada           |
| 7.               | Mexico           |
| 8.               | Colombia         |

### VM-kvalifikation
PATHF rådede over tre pladser ved VM-slutrunden i 1999, og de tre pladser gik til de tre bedst placerede hold ved mesterskabet. Resultaterne betød, at Cuba, Argentina og Brasilien kvalificerede sig til VM-slutrunden i Portugal.